# Уилсон, Элизабет
Элизабет Уэлтер Уилсон (англ. Elizabeth Welter Wilson; 4 апреля 1921 — 9 мая 2015) — американская актриса, обладательница премии «Тони», избранная в 2007 году в «Американский театральный зал славы».

## Биография
Элизабет родилась в Гранд-Рапидсе в штате Мичиган в семье Мэри Этель и страхового агента Генри Даннинга Уилсона. Она обучалась в Американской академии драматического искусства в Нью-Йорке, а также занималась в театре «Neighborhood Playhouse». Её театральный дебют состоялся в 1953 году на Бродвее в постановке «Пикник». Позже она играла в таких постановках, как «Хорошая женщина Сьюзен», «Дядя Ваня», «Утром в семь», «Деликатный баланс» и многих других.
Её кинодебют состоялся в 1955 году в экранизации бродвейской постановки «Пикник». В дальнейшем она снялась в таких фильмах, как «Птицы» (1963), «Выпускник» (1967), «С девяти до пяти» (1980), «Семейка Аддамс» (1991) и других.
Скончалась в своём доме 9 мая 2015 года.

## Избранная фильмография
| Год  |    | Русское название                 | Оригинальное название          | Роль                                       |
| ---- | -- | -------------------------------- | ------------------------------ | ------------------------------------------ |
| 1956 | ф  | Шаблоны                          | Patterns                       | Мардж Флэминг                              |
| 1958 | ф  | Богиня                           | The Goddess                    | Хардинг                                    |
| 1960 | ф  | Слишком горячая рукоятка         | Too Hot to Handle              | Джеки                                      |
| 1963 | ф  | Птицы                            | The Birds                      | Хелен Картер                               |
| 1966 | с  | Мрачные тени                     | Dark Shadows                   | Миссис Хоупвелл                            |
| 1967 | ф  | Выпускник                        | The Graduate                   | Миссис Брэддок                             |
| 1970 | ф  | Уловка 22                        | Catch-22                       | Мать                                       |
| 1973 | ф  | День дельфина                    | The Day of the Dolphin         | Миссис Роум                                |
| 1975 | ф  | Пленник второй авеню             | The Prisoner of Second Avenue  | Полин                                      |
| 1975 | ф  | Счастливый Хукер                 | The Happy Hooker               | Миссис Гордон                              |
| 1980 | ф  | С девяти до пяти                 | 9 to 5                         | Роз Кейт                                   |
| 1981 | ф  | Невероятно уменьшившаяся женщина | The Incredible Shrinking Woman | доктор Рут                                 |
| 1991 | ф  | Что касается Генри               | Regarding Henry                | Джессика                                   |
| 1991 | ф  | Семейка Аддамс                   | The Addams Family              | Эбигэйл Крэвен / доктор Грета Пиндер-Шлёсс |
| 1993 | тф | Американская сага                | Skylark                        | Хэрриет Уитон                              |
| 1994 | ф  | Телевикторина                    | Quiz Show                      | Дороти Ван Дорен                           |
| 1994 | ф  | Без дураков                      | Nobody's Fool                  | Вера                                       |
| 2012 | ф  | Гайд Парк на Гудзоне             | Hyde Park on Hudson            | Миссис Рузвельт                            |